# Клетиште
Клетиште је насељено место у саставу Града Кутине, у Мославини, Хрватска.

## Становништво
| Националност       | 1991.       |
| Хрвати             | 70 (76,08%) |
| Срби               | 3 (3,26%)   |
| Југословени        | 0           |
| остали и непознато | 19 (20,65%) |
| Укупно             | 92          |